# Bitva na Queenston Heights
Bitva na Queenston Heights (13. října 1812) byla největší bitva na území Horní Kanady v britsko-americké válce. Britské síly v ní připravily zničující porážku americké invazní armádě a na dlouho odvrátily hrozbu americké invaze. Bitva však byla katastrofou i pro britskou stranu, protože v ní padl velitel britských jednotek, generál Isaac Brock, a jeho nástupce Roger Seaffle ani zdaleka nedosahoval jeho kvalit.